# 秦肖娜
秦肖娜，中國動物保護人士，首都爱护动物协会的創立者，現任首都爱护动物协会终身名誉会长、中国医学基金会监事。

## 生平
1980年代時於北京电视台擔任编导。
1995年，她和一批同樣愛護動物的人士在自然之友會長梁從誡的支持之下而成立了「自然之友动物救助组」。1997年，她開始籌畫建立「首都爱护动物协会」，但取得合法註冊極為困難，直至2000年才正式成立。
在1995年至2003年間，秦肖娜等人一直設法推动對北京市养犬管理规定的修改。2011年，她參與了「4·15京哈高速救狗」的行動。

## 家庭
其丈夫是曾任北京市常务副市长、北京市政協主席的白介夫。

## 外部連結
- 首都爱护动物协会官網